# Viktor Kotchoubeï
Pour les autres membres de la famille, voir Famille Kotchoubeï.
Le prince Viktor Pavlovitch Kotchoubeï (en russe : Виктор Павлович Кочубей), né le 22 novembre 1768 à Dykanka (aujourd'hui en Ukraine), décédé le 15 juin 1834 à Moscou, est un diplomate et homme politique russe qui fut ministre des Affaires étrangères de 1801 à 1802, ministre de l'Intérieur du 8 septembre 1802 au 24 novembre 1807, puis du 4 novembre 1819 au 28 juin 1823, Président du Conseil d'État, Président du Conseil des ministres de 1827 à 1834 et chancelier impérial.
Il est élevé au rang de comte en 1799 et au rang de prince en 1834.

## Famille

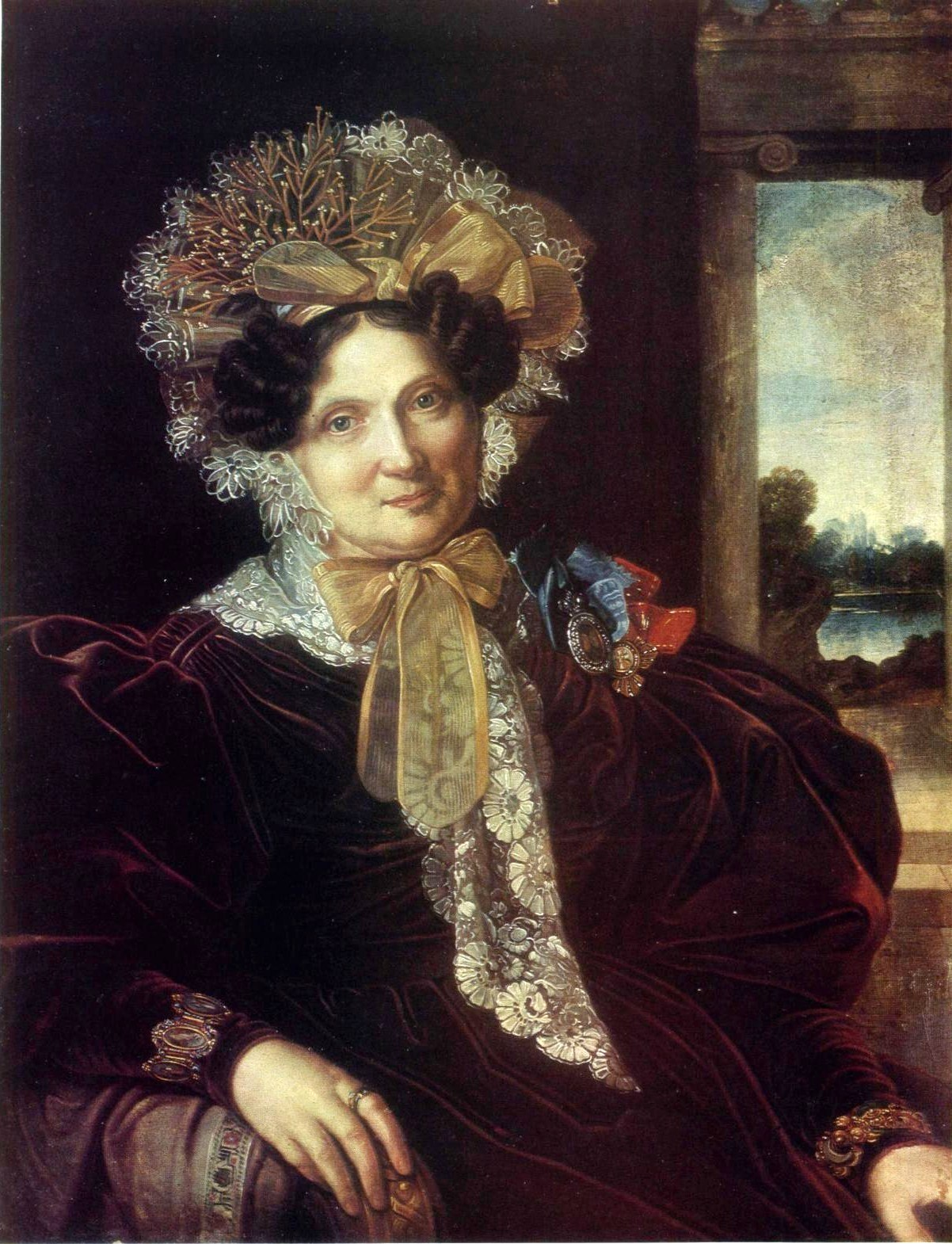
La comtesse Kotchoubeï, née princesse Maria Vassilievna Vassiltchikova (1779-1844), épouse de Viktor Pavlovitch Kotchoubeï (1830).

Fils de Pavel Vassilievitch Kotchoubeï (†1786) et de Ouliana Andreïevna Bezborodkova (†1776).
Viktor Pavlovitch Kotchoubeï était également l'arrière-petit-fils de Vasili Leontievitch Kotchoubeï (1640-1708).
Il épousa la princesse Maria Vassilievna Vassiltchikova (1779-1844), fille du prince Vassili Semionovitch Vassiltchikov (1743-1808) et de son épouse, née Anna Kirillovna Razoumovskaïa (1754-1826).
Une fille naquit de cette union :
- Natalia Viktorovna Kotchoubeï : (1800-1855), elle épousa le comte Alexandre Grigorievitch Stroganov (1795-1891), fils du comte Grigori Alexandrovitch Stroganov et de la comtesse, née princesse Maria Sergueïevna Troubetskaïa. Elle fut l'amour de jeunesse du poète Alexandre Pouchkine
- Lev Viktorovitch Kotchoubeï : (1810-1890). Il épousa Ielizaveta Vassilievna Kotchoubeï (1821-1897). Conseiller d'État
- Vassili Viktorovitch Kotchoubeï : (1811-1850). En 1846, il épousa Ielena Pavlovna Bibikova (1812-1888). Chambellan, en 1848, conservateur adjoint du district de Saint-Pétersbourg, numismate et amateur d'art.
- Mikhaïl Viktorovitch Kotchoubeï : (1816-1874). Il épousa Maria Ivanovna Bariatinskaïa (1818-1843). Veuf, il épousa en 1843, Marie Eugénie Alice de Bressan (1838-1909).
- Sergueï Viktorovitch Kotchoubeï : (1820-1880). Il épousa Sophia Alexandrovna von Benckendorff (1825-1875). Conseiller d'État, maréchal de la noblesse de la province de Poltava[1]

## Biographie
Viktor Pavlovitch Kotchoubeï avait pour ascendant Küçük, un bey tartare de Crimée. Né dans une famille ukrainienne, propriétaire de domaines à Dikanka.

### Enfance
Le père des fils Kotchoubeï délaissant l'éducation de ses deux fils, c'est leur oncle, le prince Alexandre Andreïevitch Bezborodko, qui fit venir en 1775 ses deux neveux (Appolon et Viktor) à Saint-Pétersbourg. et les inscrivit à l'école Villeneuve, un établissement fréquenté par les enfants de l'aristocratie.

### Carrière militaire
.

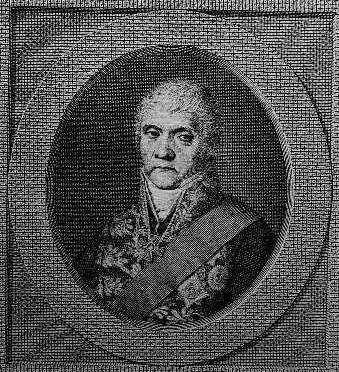
Le diplomate Italinski (1743-1827) protecteur du prince Viktor Pavlovitch Kotchoubeï lors de son séjour à Genève.

En 1776, Viktor et son frère reçurent leur affectation pour servir au Régiment de la Garde Préobrajenski. En janvier 1784, il fut élevé au rang d'officier et devint l'adjoint du prince Potemkine. Mais sa carrière militaire fut brève, car son oncle avait pour lui d'autres projets. Le prince Bezborodko destinait en effet Viktor Pavlovitch à une carrière diplomatique. Il envoya donc son neveu à Genève afin de parfaire son éducation et le plaça sous la protection du diplomate Andreï Iakovlevitch Italinski (1743-1827).

### Carrière diplomatique

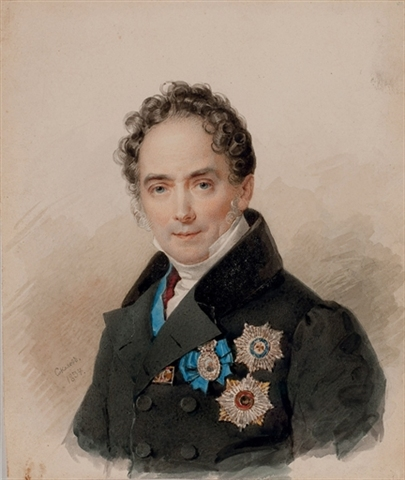
Le comte Kotchoubeï, 1834, œuvre du peintre Piotr Fiodorovitch Sokolov.

En 1784, Viktor Pavlovitch Kotchoubeï fut envoyé comme ambassadeur en Suède où il poursuivit ses études à l'Université d'Uppsala. De retour en Russie en 1786, il accompagna Catherine II dans son voyage en Crimée.
À titre de conseiller, il servit dans les ambassades de Londres (1788) et de Paris, et fut le témoin pendant son séjour dans la capitale française des événements de la Révolution française. Il fut l'élève de Jean-François de La Harpe, futur précepteur du tsarévitch Alexandre Pavlovitch. En 1792, de retour en Russie, il fit la connaissance du tsarévitch Alexandre et ils échangèrent une correspondance qui apporte un témoignage sur la situation intérieure de l'Empire russe en 1796, ainsi que de l'état d'âme du futur empereur de Russie.
« Voilà, mon cher ami, le grand secret (…). Nos affaires sont dans un désordre incroyable, on pille de tous côtés; tous les départements sont mal administrés ; l'ordre semble être banni de partout, et l'Empire ne fait qu'accroître ses domaines ; aussi comment se peut-il qu'un seul homme puisse parvenir à la gouverner et encore à y corriger les abus (…) Mon plan est que, ayant une fois renoncé à cette phrase scabreuse (je ne peux fixer l'époque d'une telle renonciation), j'irai m'établir avec ma femme aux bords du rhin, où je vivrais tranquille en simple particulier, faisant consister mon bonheur dans la société de mes amis et l'étude de la nature. (Lettre d'Alexandre Pavlovitch de Russie à Victor Pavlovitch Kotchoubeï, le 10 mai 1796).
Viktor Pavlovitch Kotchoubeï fut nommé ambassadeur de Russie en Turquie. (1792-1798)
En 1798, Paul Ier le nomma membre du Conseil des Affaires étrangères et en 1799 il lui accorda le titre de comte d'Empire, mais en 1800, il l'exila sur ses terres de Petite Russie à Dikanka, puis en mai 1800, le comte partit pour l'étranger.

### Carrière politique

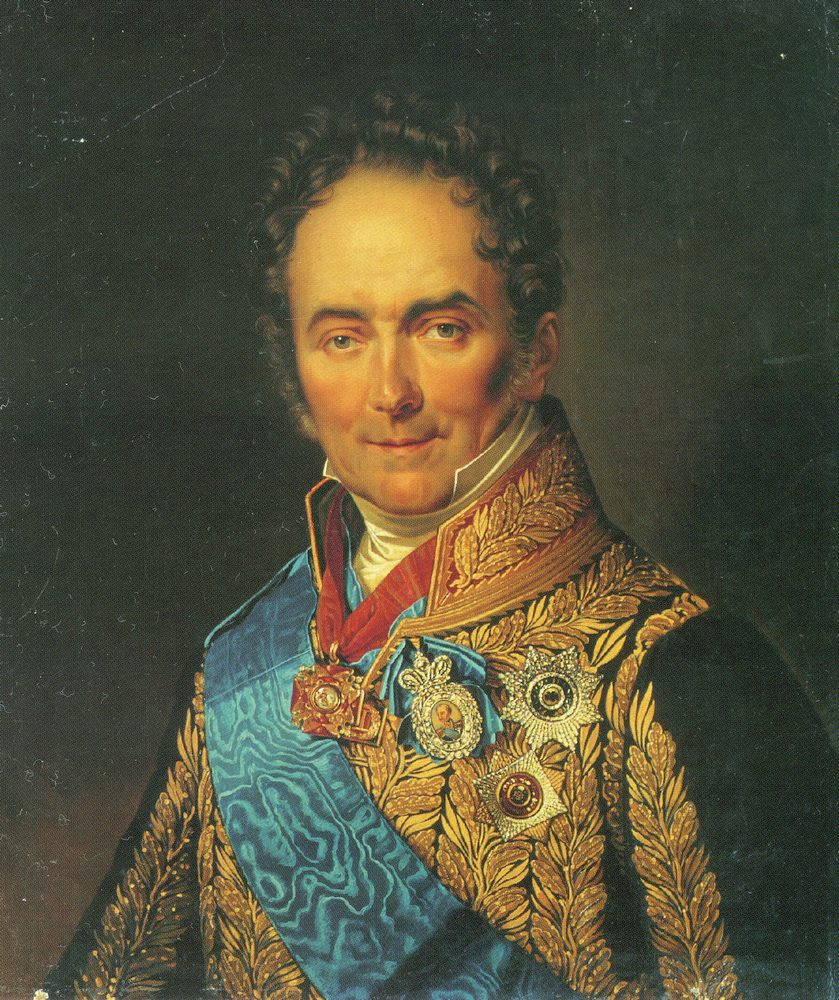
Le comte Viktor Pavlovitch Kotchoubeï en 1832.

De retour en Russie, en mars 1801, le comte Kotchoubeï siégea au Comité chargé de la surveillance des Juifs, avec Gavril Derjavine, Valérien Zoubov, le prince Adam Jerzy Czartoryski et le sénateur Serverin Potocki. Après son séjour dans la France révolutionnaire, le comte était épris de liberté, d'égalité et de fraternité. Dès le début du règne d'Alexandre Ier, il rejoignit le comité privé libéral chargé de réformer l'administration impériale. En 1801, il fut nommé ministre des Affaires étrangères, poste qu'il conserva jusqu'en 1802. Il fut également ministre de l'Intérieur du 8 septembre 1802 au 24 novembre 1807, puis du 4 novembre 1819 au 28 juin 1823. En 1827, le comte devint Président du Conseil d'État et Président du Conseil des Ministres.
En 1834, Nicolas Ier l'éleva au rang de prince de l'Empire (kniaz), puis au poste de Chancelier impérial.

## Décès et inhumation
Le prince Viktor Pavlovitch Kotchoubeï décéda subitement d'une angine de poitrine le 15 juin 1834 à Moscou et fut inhumé en l'église du Saint-Esprit du monastère Saint-Alexandre-Nevski.

## Domaines du prince Viktor Pavlovitch Kotchoubeï

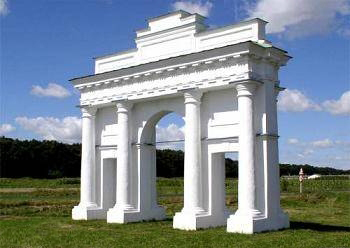
arc de triomphe marquant l'entrée des domaines de la famille Kotchoubeï à Dikanka.

Le prince Kotchoubeï était propriétaire du domaine de Dikanka.

## Distinctions
- Ordre de Saint-André.
- Ordre de Saint-Vladimir.
- Ordre de Sainte-Anne.

## À noter

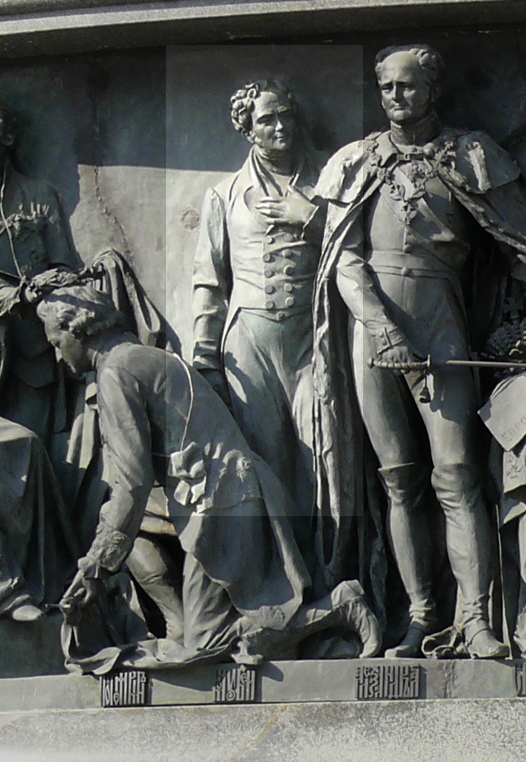
Le prince Viktor Pavlovitch Kotchoubeï sur le monument du Millénaire de la Russie.

Le prince Viktor Pavlovitch Kotchoubeï figure sur le monument du Millénaire de la Russie.

## Les enfants du prince Viktor Pavlovitch Kotchoubeï

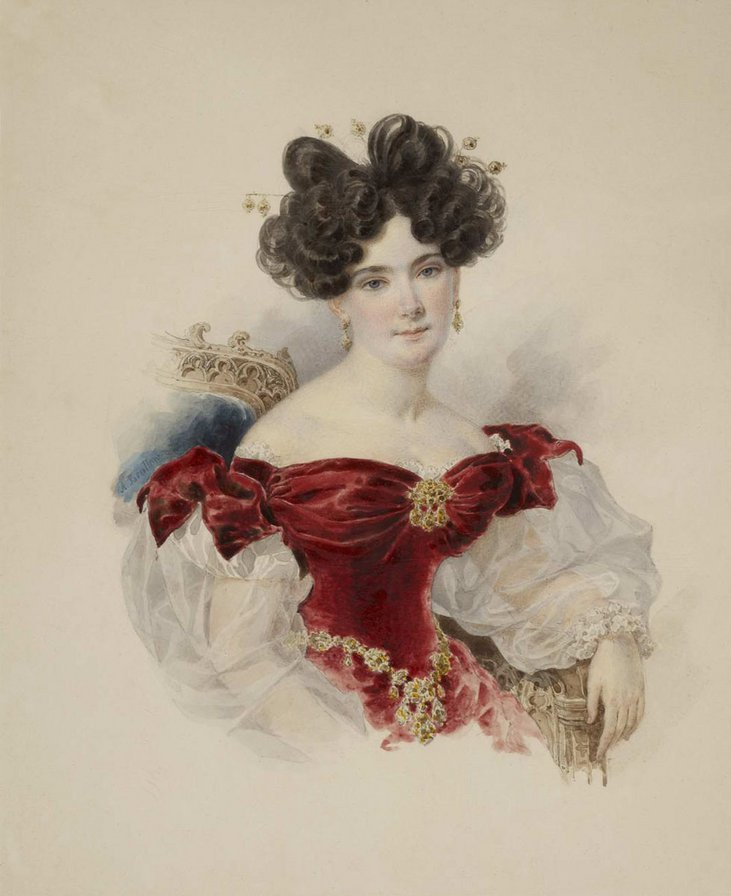
La princesse Natalia Viktorovna Kotchoubeï. (1830). Une œuvre du peintre Alexandre Pavlovitch Brioulov
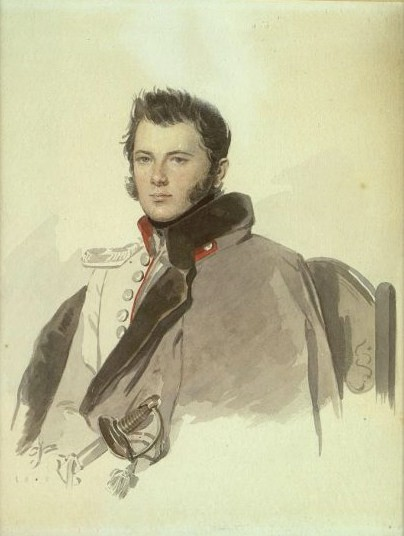
Le prince Lev Viktorovitch Kotchoubeï vers 1820, portrait de Piotr Fiodorovitch Sokolov
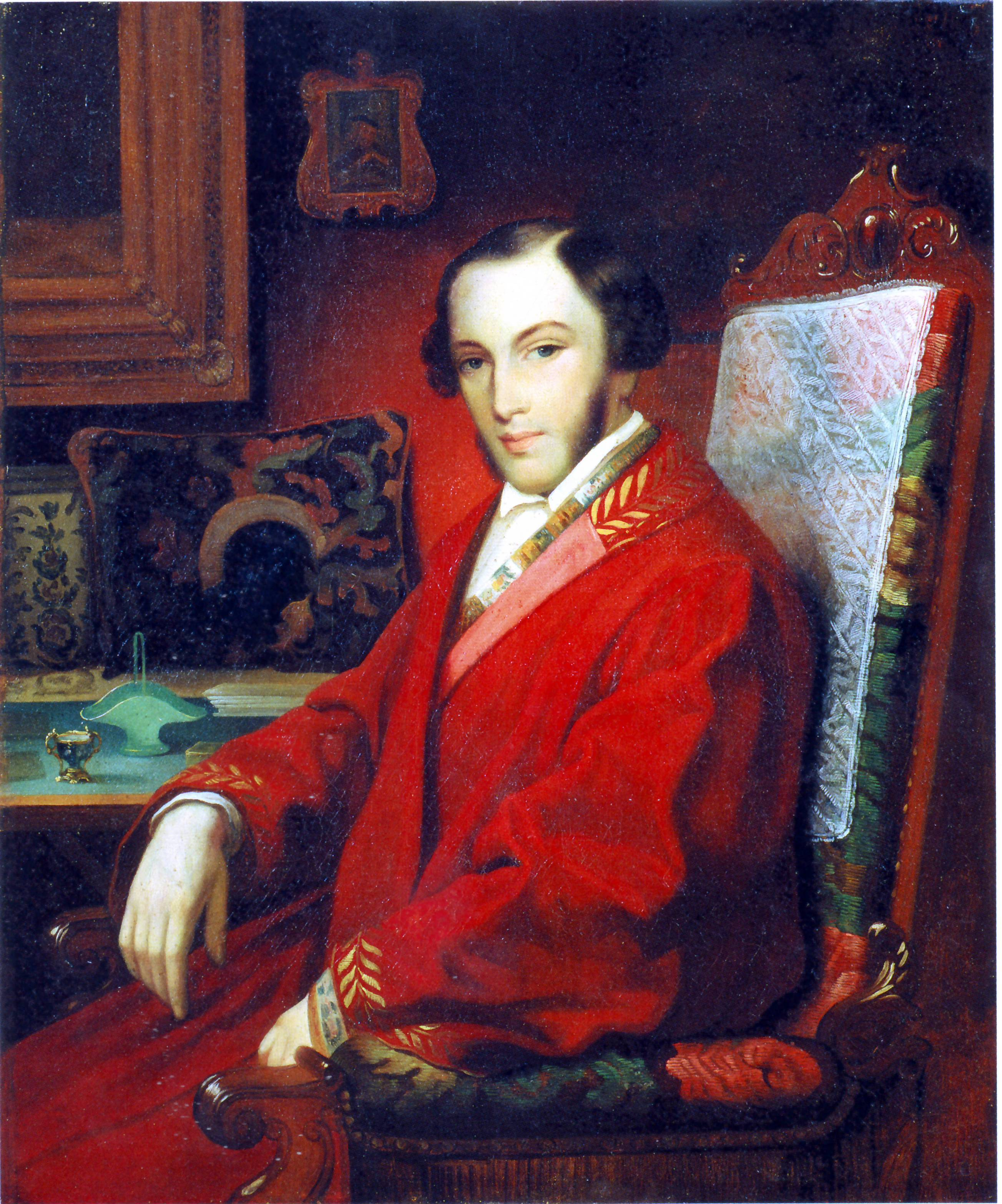
Prince Vasili Viktorovitch Kotchoubeï, portrait de Piotr Fiodorovitch Sokolov
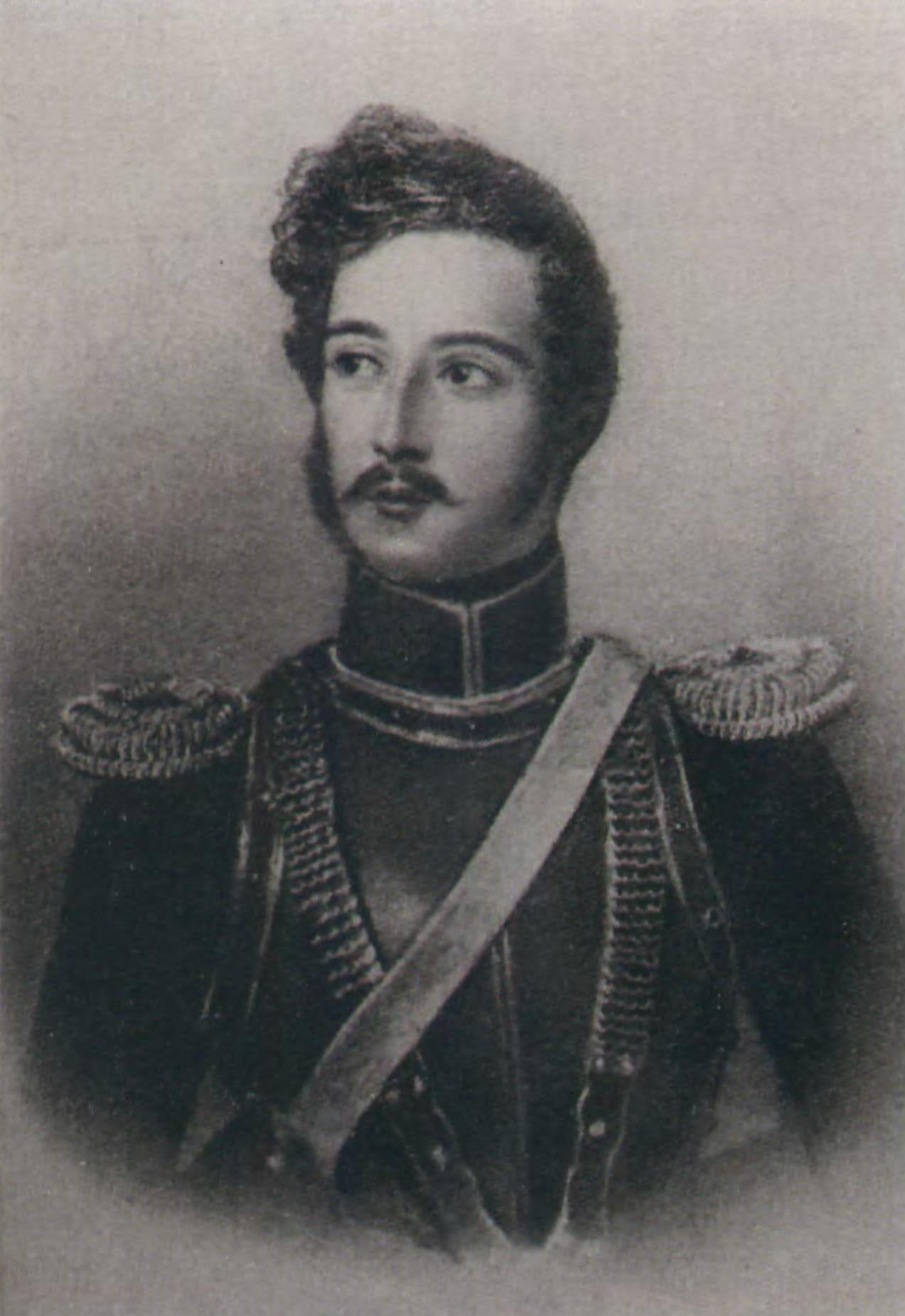
Le prince Mikhaïl Viktorovitch Kotchoubeï

### Source
- Alexandre Arkhanguelski, Alexandre Ier, le feu follet